# 佐洛圖哈河
佐洛圖哈河（烏克蘭語：Золотуха），是烏克蘭的河流，位於該國西北部，屬於西布格河的支流，發源自韋爾巴附近，流經沃倫州，河道全長26公里，流域面積232平方公里。